# TT52
| n · M3 · Aa1 · t |

| n · M3 · Aa1 · t |

TT52 (Theban Tomb 52) è la sigla che identifica una delle Tombe dei Nobili ubicate nell’area della cosiddetta Necropoli Tebana, sulla sponda occidentale del Nilo dinanzi alla città di Luxor, in Egitto. Destinata a sepolture di nobili e funzionari connessi alle case regnanti, specie del Nuovo Regno, l'area venne sfruttata, come necropoli, fin dall'Antico Regno e, successivamente, sino al periodo Saitico (con la XXVI dinastia) e Tolemaico.

## Titolare
TT52 Era la tomba di:
| Titolare | Titolo                | Necropoli           | Dinastia/Periodo                 | Note                                                                            |
| -------- | --------------------- | ------------------- | -------------------------------- | ------------------------------------------------------------------------------- |
| Nakht    | Astronomo (?) di Amon | Sheikh Abd el-Qurna | XVIII dinastia (Thutmosi IV) (?) | ai piedi della collina, ad est; a sud-est della TT69, a ovest delle TT50 e TT51 |

## Biografia
Nakht, il cui nome significa "forte", ricopriva gli incarichi di "scriba" e "prete servente", ma di lui non si ha altra menzione oltre la sua sepoltura. Altro termine a lui riferito, molto raramente rinvenuto in altri contesti e riportato nei testi della tomba, è quello di "wanuti" seguito dal nome del dio Amon, che indica una categoria sacerdotale non perfettamente individuata e verosimilmente associata a funzioni che si svolgevano in particolari ore del giorno o della notte. Le piccole dimensioni della TT52, inoltre, lasciano intuire che doveva trattarsi di una carica non particolarmente prestigiosa nella gerarchia sacerdotale.
Tawi, Cantatrice di Amon, era sua moglie, il suo nome appare solo poche volte nei dipinti parietali. Si ritiene che un tale Amenemopet possa essere un figlio, forse, di Tawi da un precedente matrimonio, ma non è menzionato come figlio di Nakht. Non vengono menzionati altri figli, né nomi di genitori o di altri parenti.

## La tomba
Difficile appare la datazione della tomba poiché non esistono altri riferimenti al suo titolare fuorché nella tomba stessa, né esistono raffigurazioni del/dei re sotto cui Nakht ha prestato la sua opera. Lo stile delle pitture parietali, in gran parte ben conservate e con colori ancora vividi, è assimilabile ai dipinti della TT38 di Djeserkarasoneb, della TT75 di Amenhotep-si-se e della TT108 di Nebseny , tutte tombe ascrivibili al periodo di Thutmosi IV. Il confronto con le pitture parietali della TT69 di Menna, che risale all'interregno tra Thutmosi IV e Amenhotep III, consente perciò di ipotizzare che il titolare possa essere vissuto durante il regno di Thutmosi IV e morto durante quello di Amenhotep III.
TT52 venne scoperta da popolazioni locali nel 1889 e, successivamente, riscoperta, nello stesso anno da archeologi europei. Nel periodo 1907-1910 la tomba venne rilevata da Norman de Garis Davies per il Metropolitan Museum of Art di New York.
Alla tomba, che presenta planimetria a "T" rovesciata tipica delle tombe private del Nuovo Regno, si accede da un cortile le cui dimensioni, per crolli intervenuti dal momento della scoperta e per asportazioni di materiali da parte delle popolazioni locali e del gran numero di turisti, è oggi molto ridotto. Attraverso un passaggio, si accede a una sala trasversale che, in questo caso, non è perfettamente ortogonale all'asse della tomba. Le scene di questa parte della TT52 sono, in special modo, di vita campestre alla presenza del defunto e della moglie: (1 in planimetria) due scene, nella prima il defunto e la moglie versano unguenti in offertorio e il defunto seduto assiste a lavori di agricoltura, compresa la mietitura e la vagliatura del grano, l'innalzamento di covoni su cui volano quaglie e piccioni, trasporto del lino nonché scene di vendemmia e pigiatura dell'uva; scene, inoltre, di semina, aratura, abbattimento e lavorazione di alberi. Una falsa porta, ad un'estremità del corridoio trasversale (2), è circondata da testi e da immagini di offertorio del defunto agli dei. In altre scene (3), la coppia a banchetto mentre un figlio offre fiori, un arpista cieca e altri musicisti, suonatrici di liuto, di arpa e flauto doppio allietano il convivio ed un gatto, nascosto sotto una sedia, mangia un pesce. Su altre pareti, scena, non ultimata (4), del defunto e della moglie che offrono unguenti in offertorio e di portatori di offerte e preti che offrono libagioni al defunto (5); poco oltre (6) il defunto e familiari praticano la pesca e l'uccellagione mentre portatori di offerte recano doni e uomini preparano il pescato.
Come altre tombe dell'area, anche la TT52 non venne ultimata e questo, oltre che nella sala trasversale, si rileva specialmente in quella che sarebbe dovuta essere la camera funeraria le cui pareti non vennero rifinite né decorate; qui si apre un pozzo verticale profondo circa 4 m che doveva portare all'appartamento funerario sotterraneo

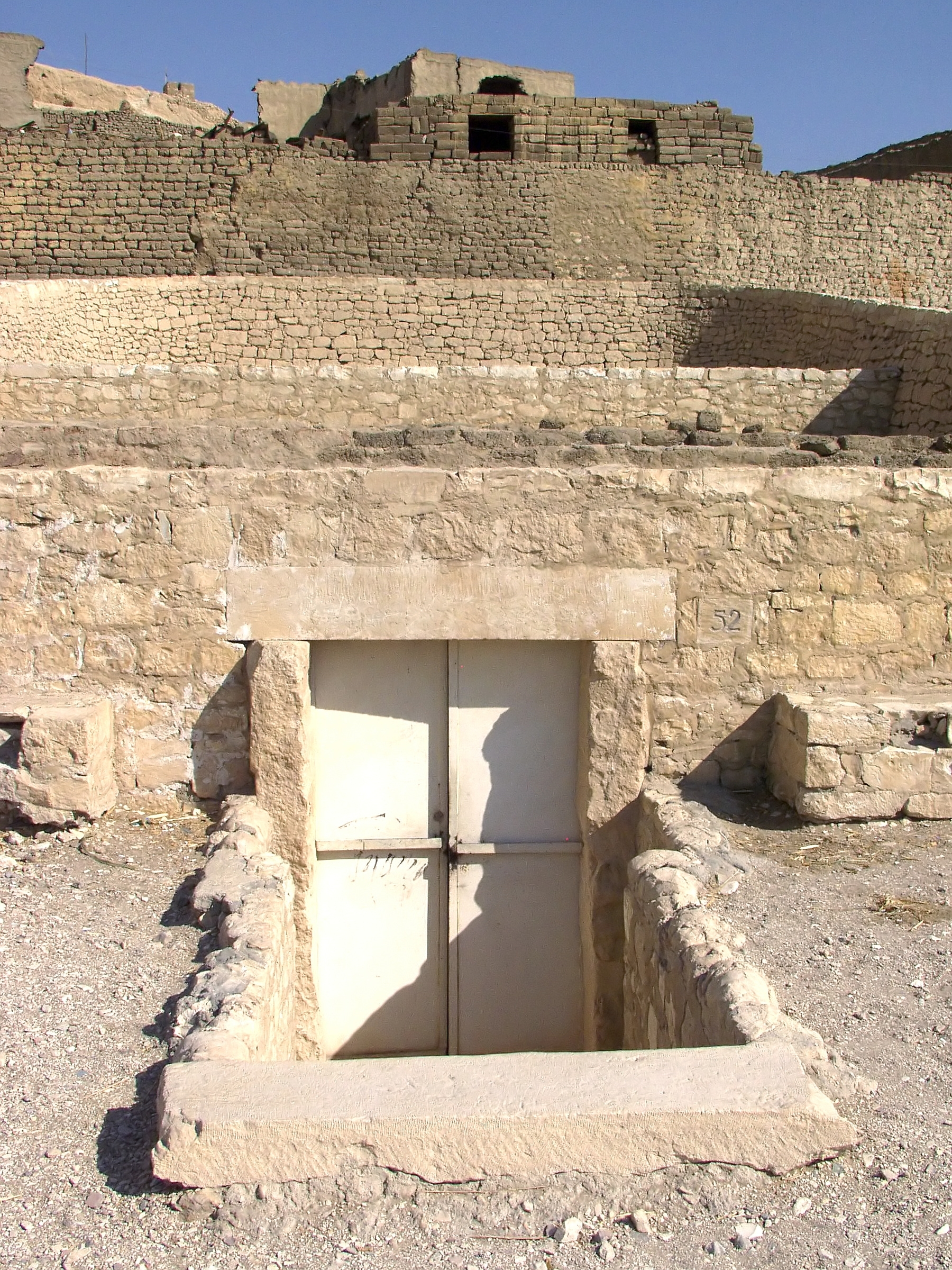
L'ingresso della TT52
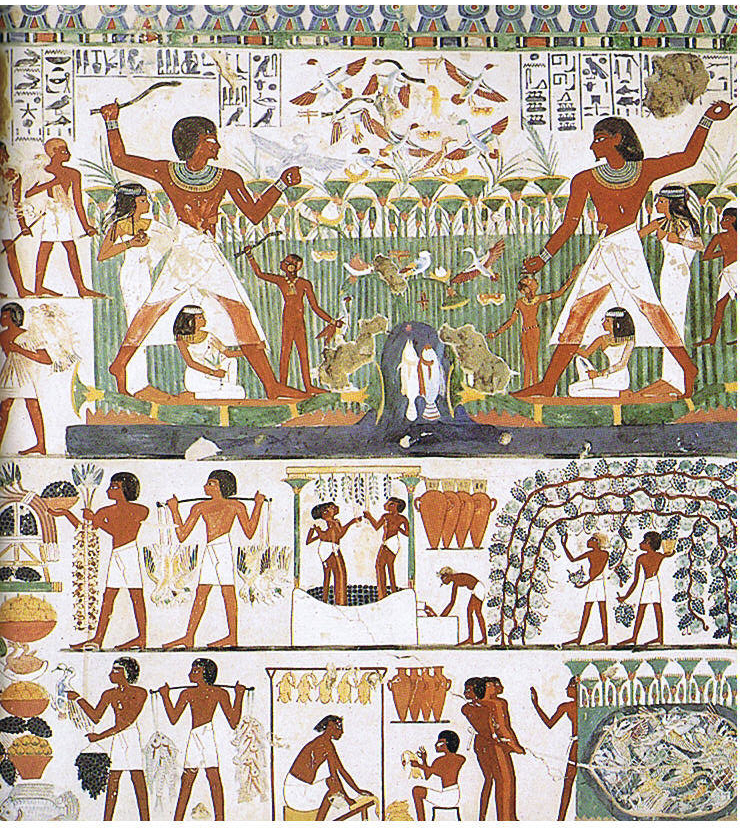
Copia di Norman de Garis Davies (1907) di una scena di caccia dalla TT52
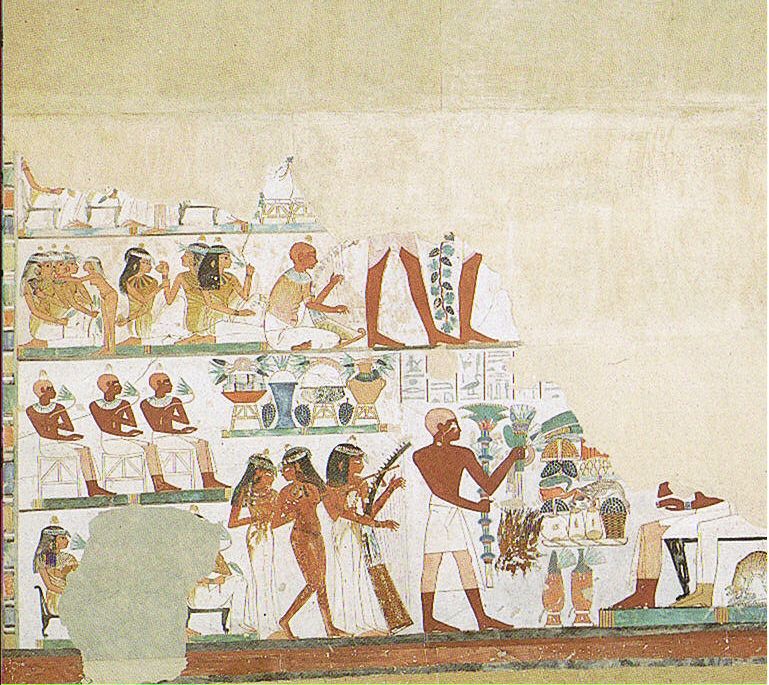
Dipinto della "Bella festa della valle" da TT52
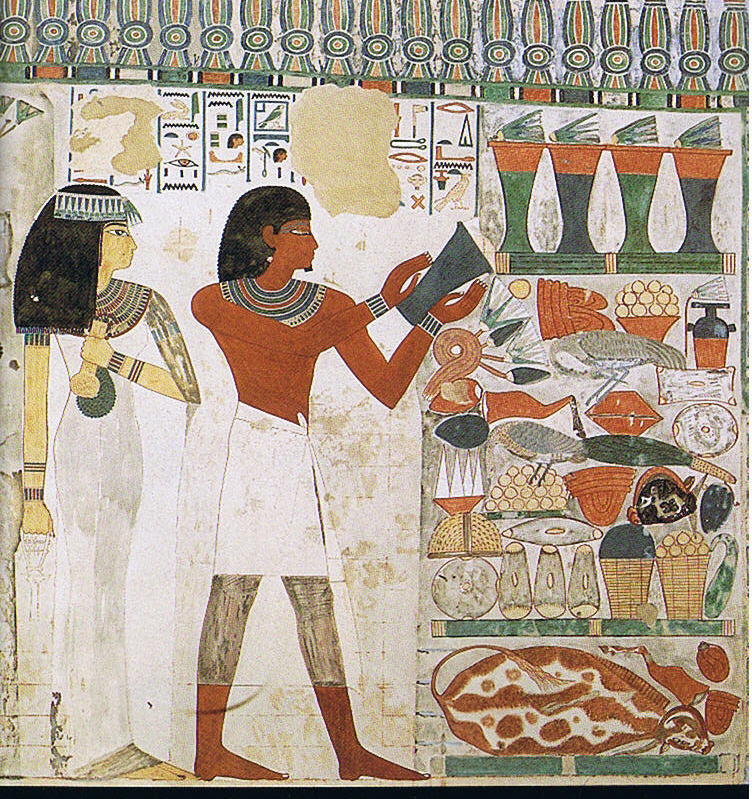
Nakht e sua moglie, Tawi, in offertorio
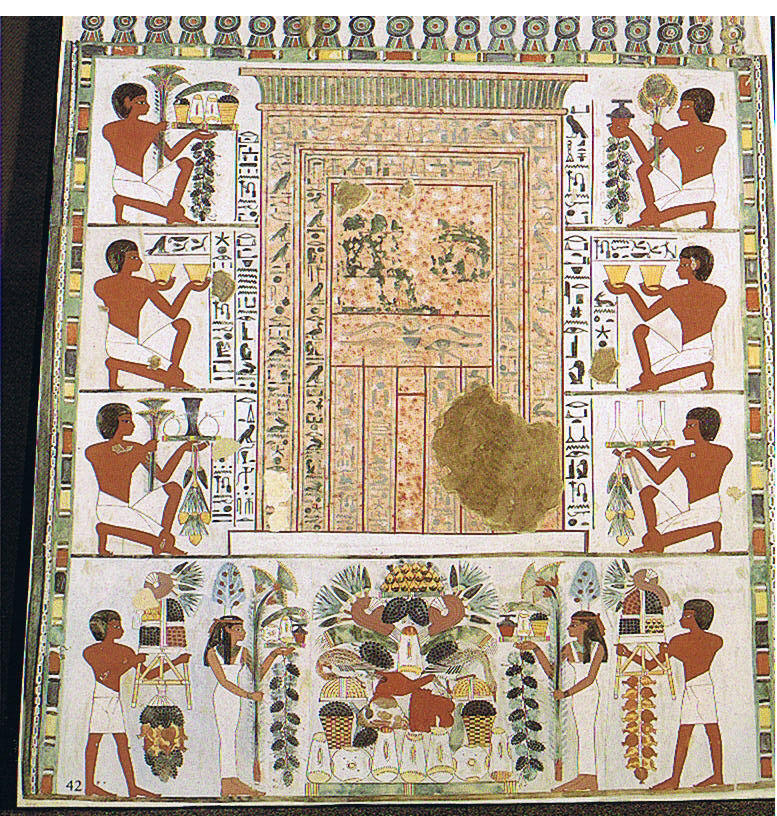
La "falsa porta" all'estremità ovest del corridoio trasversale
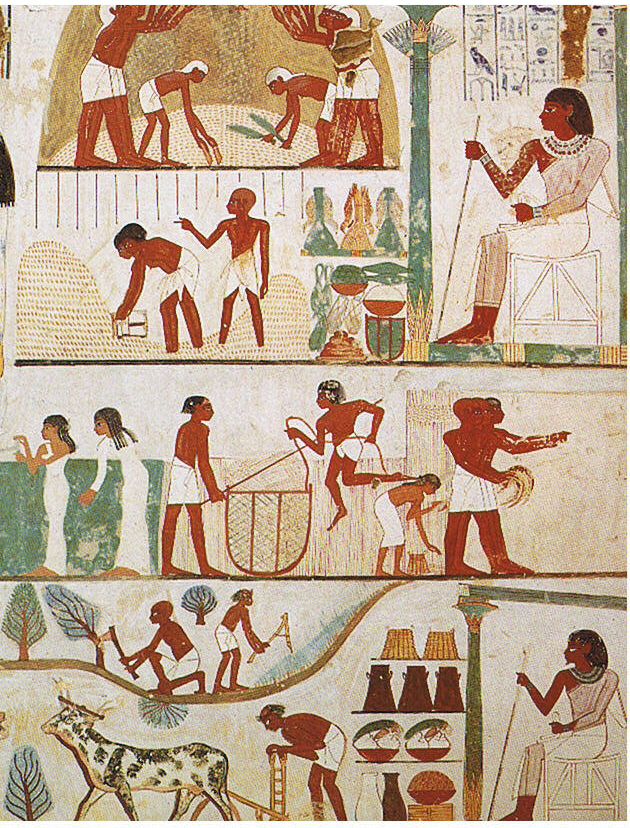
Scene di lavori agricoli
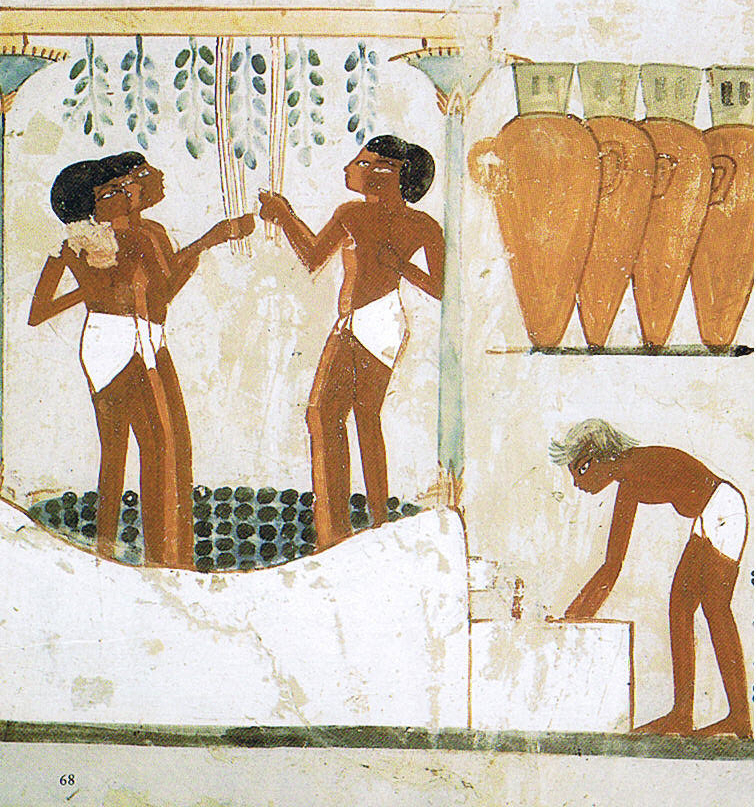
Particolare della vendemmia
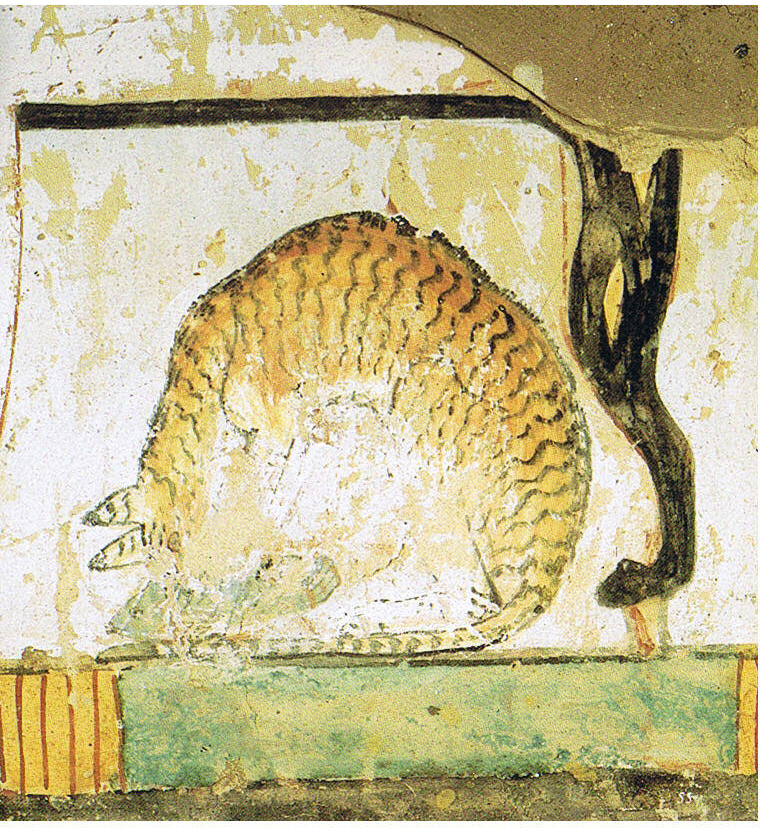
Un gatto, nascosto sotto una sedia, mangia un pesce
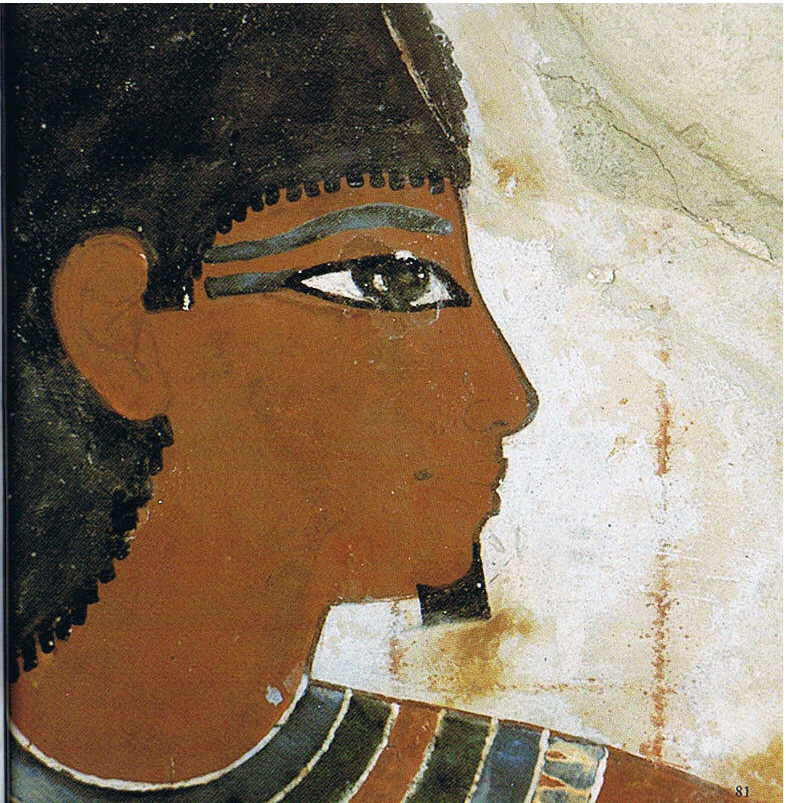
Il profilo di Nakht da TT52
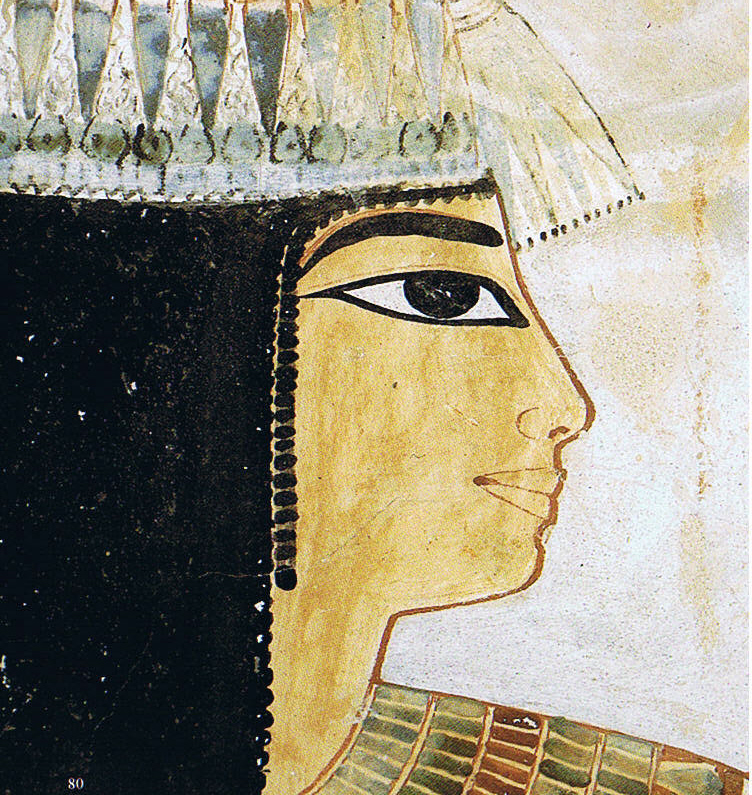
Il profilo di Tawi da TT52
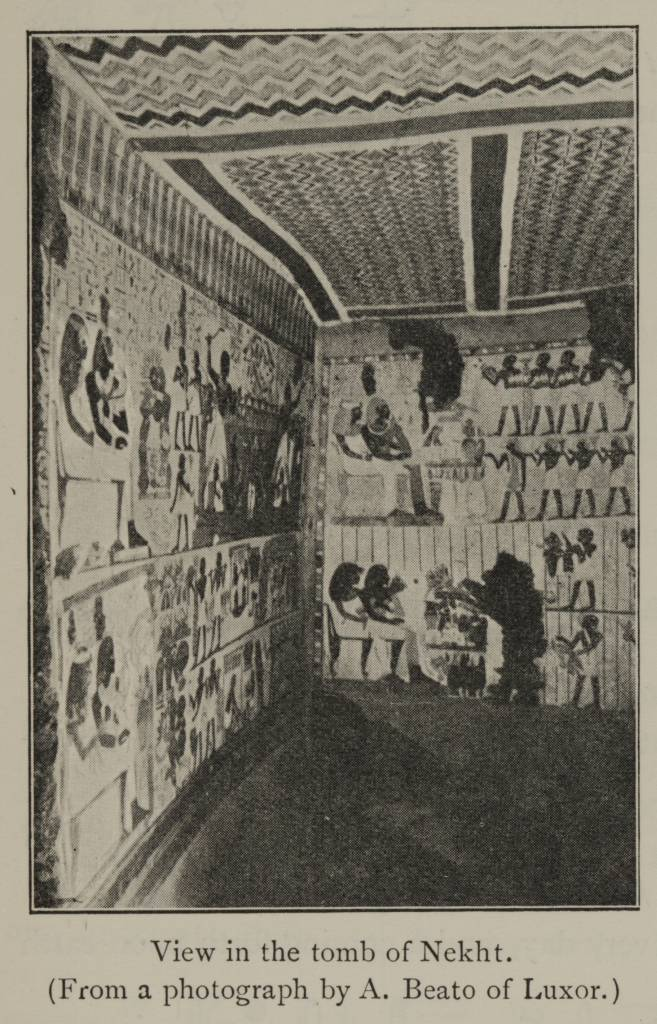
Una foto del 1902 (autore A. Beato) del corridoio trasversale della TT52
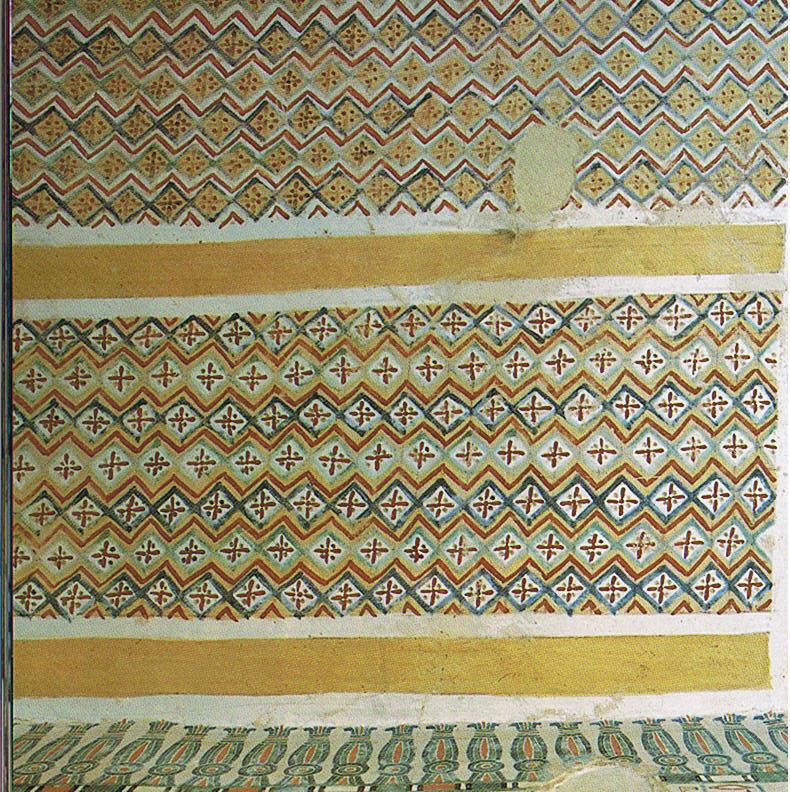
La decorazione del soffitto di TT52
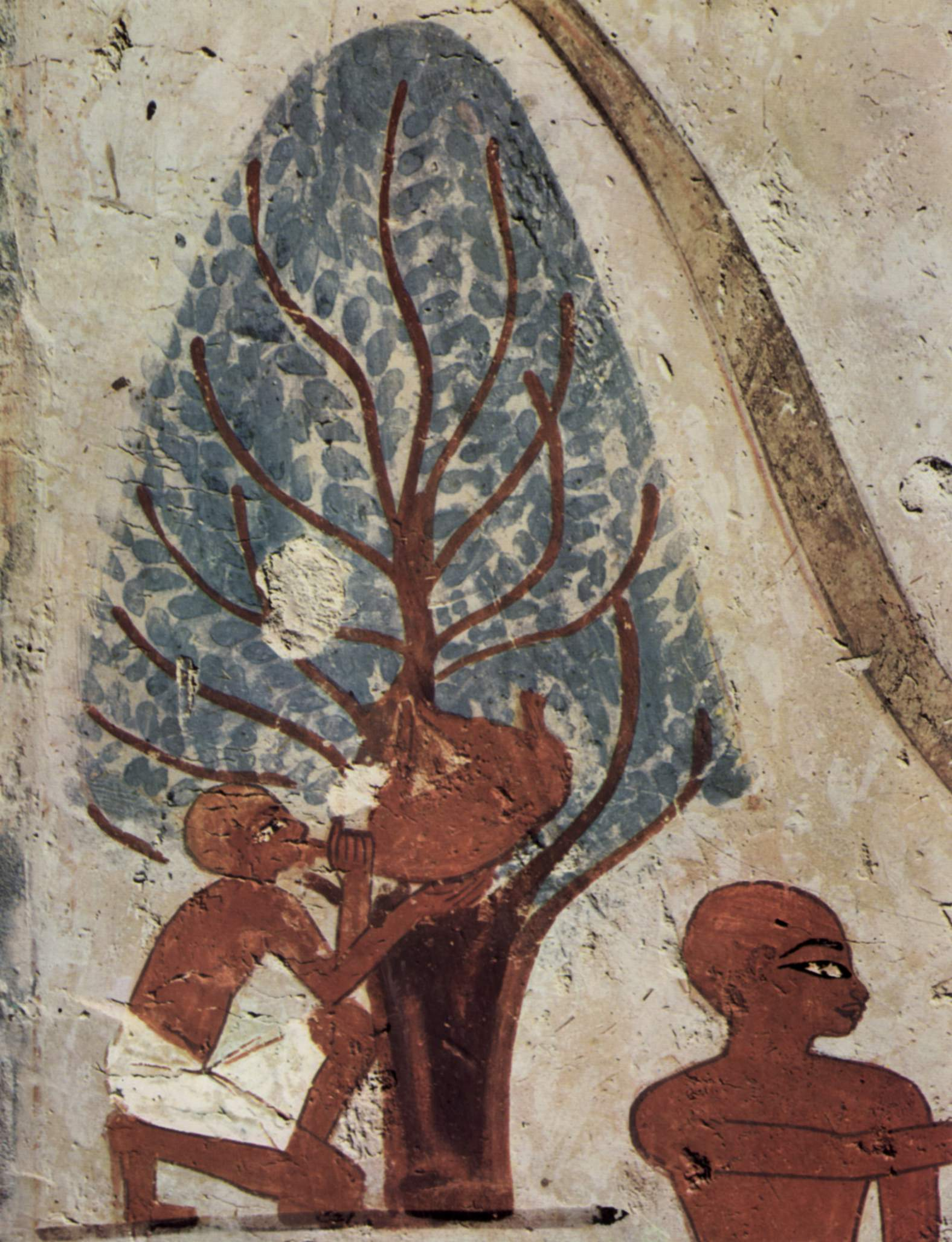
Uno dei contadini impegnati nei lavori agricoli si disseta ad un otre
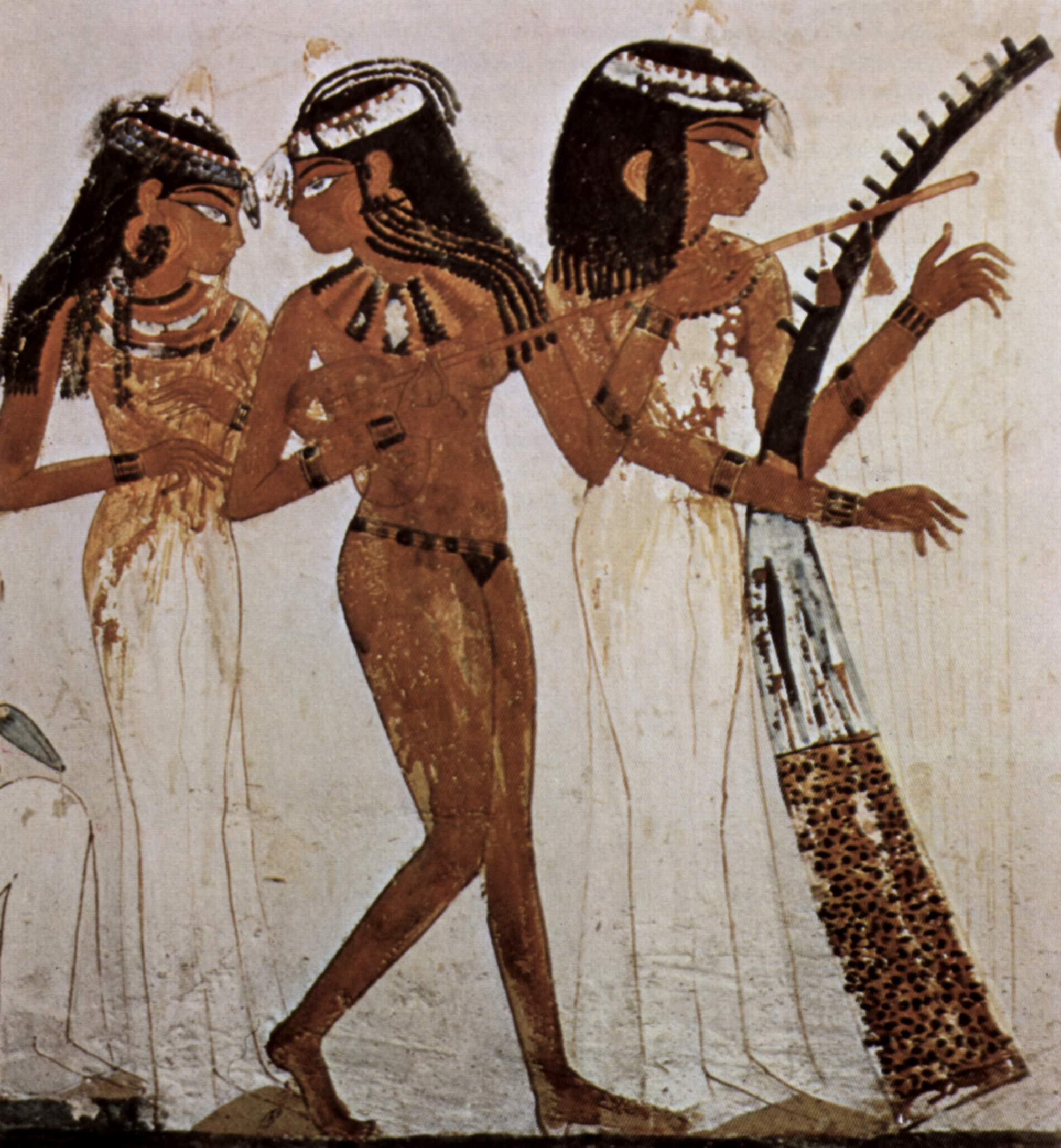
Particolare del gruppo dei musicisti

### Annotazioni
1. ↑  La numerazione dei locali e delle pareti segue quella di Porter e Moss 1927, p. 90.
2. ↑  La prima numerazione delle tombe, dalla numero 1 alla 253, risale al 1913 con l’edizione del "Topographical Catalogue of the Private Tombs of Thebes" di Alan Gardiner e Arthur Weigall. Le tombe erano numerate in ordine di scoperta e non geografico; ugualmente in ordine cronologico di scoperta sono le tombe dalla 253 in poi.
3. ↑  I campi della Duat, ovvero l'aldilà egizio, si trovavano, secondo le credenze, proprio sulla riva occidentale del grande fiume.
4. ↑  Nella sua epoca di utilizzo, l'area era nota come "Quella di fronte al suo Signore" (con riferimento alla riva orientale, dove si trovavano le strutture dei Palazzi di residenza dei re e i templi dei principali dei) o, più semplicemente, "Occidente di Tebe".
5. ↑  le Tombe dei Nobili, benché raggruppate in un'unica area, sono di fatto distribuite su più necropoli distinte.
6. ↑  Le note, sovente di inquadramento topografico della tomba, sono tratte dal "Topographical Catalogue" di Gardiner e Weigall, ed. 1913 e fanno perciò riferimento alla situazione dell'epoca.
7. ↑  Che nel caso specifico, così come per la moglie, Cantatrice Amon, risulta scalpellato.
8. ↑  Tale incarico viene riportato, all'interno della TT52, con cinque differenti trascrizioni geroglifiche in una delle quali è indicato uno specifico geroglifico determinativo normalmente associato alla parola "astronomo".
9. ↑  In tre di queste compare come "...sua sorella, la sua amata, la cantatrice di [Amon], Tawi" e in due come "signora della casa"; in un caso come "sua sorella, la sua amata, che ha un posto nel suo cuore...".
10. ↑  Durante i lavori di svuotamento del pozzo che adduce all'appartamento funerario sotterraneo, Davies rinvenne uno steloforo, ovvero una statua reggente una stele, rappresentante Nakht alta circa 40 cm. Tale statua venne persa nel 1915 durante il viaggio verso gli Stati Uniti, quando la nave su cui era imbarcata, l'"Arabic", venne silurata e affondata durante l'attacco di un U-boot tedesco. Non ne restano che alcune foto in bianco e nero colorate a mano.
11. ↑  5 m di ampiezza per 1,5 di profondità, alta meno di 2 m, con un angolo, rispetto all'asse mediano della tomba di circa 10°.

### Fonti
1. ↑  Porter e Moss 1927,  pp. 91-95.
2. ↑  Gardiner e Weigall 1913.
3. ↑  Donadoni 1999,  p. 115.
4. ↑  Gardiner e Weigall 1913, pp. 20-21.
5. ↑  Dibley 2009.
6. ↑  Laboury 1997.
7. ↑  Hartwig 2004.
8. ↑  Porter e Moss 1927,  p. 99.
9. ↑  Porter e Moss 1927,  p. 101.
10. ↑  Porter e Moss 1927,  pp. 99-102.
11. ↑  Davies 1917.